# Wendy Schaeffer
Wendy Schaeffer, född den 16 september 1974 i Adelaide, Australien, är en australisk ryttare.
Hon tog OS-guld i lagtävlingen i fälttävlan i samband med de olympiska ridsporttävlingarna 1996 i Atlanta.